# Principe della Chiesa di Asti

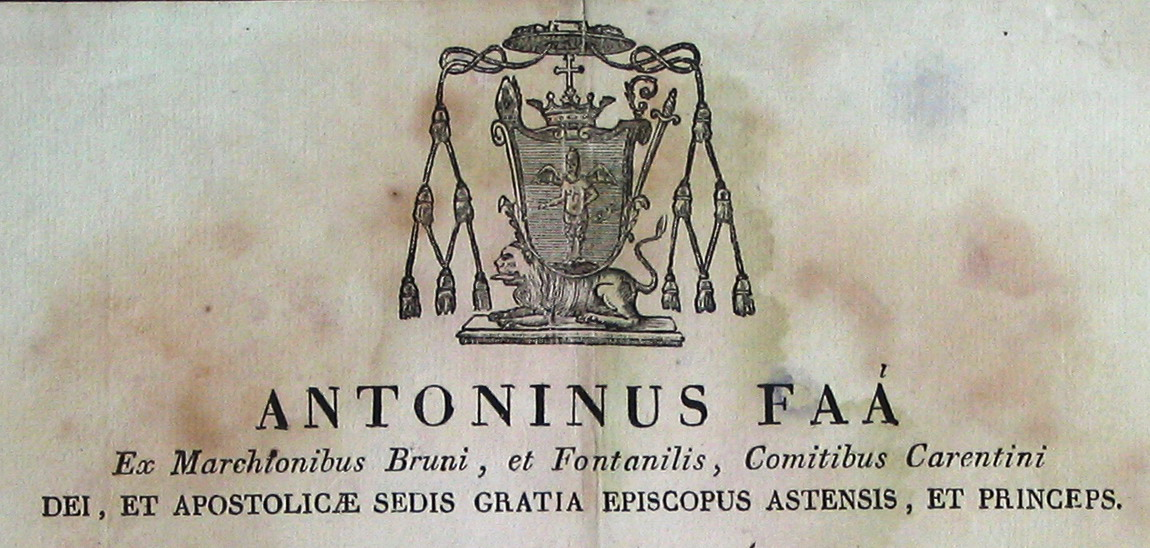
Stemma del vescovo di Asti Antonino Faà. Si noti sullo stemma la corona di principe, titolo che compare anche nell'intestazione del documento.

Principe della Chiesa di Asti - o meglio: Vescovo di Asti, e Principe - è un titolo nobiliare accordato al vescovo di Asti dal Re di Sardegna Vittorio Amedeo III di Savoia il 7 luglio 1784, in seguito alla cessione degli ultimi feudi vescovili antico retaggio medievale del potere temporale.
La più antica donazione che si conosca alla Chiesa di Asti venne fatta da Ludovico il Cieco con due diplomi concessi a Pavia nel 18 giugno 901 e 25 febbraio 902.
Nel primo diploma, al vescovo Eilulfo venne concessa la proprietà della corte imperiale di Bene Vagienna e tutti i territori annessi, nel secondo diploma, riconfermando i territori precedenti, aggiunse l'abbazia di Borgo San Dalmazzo.
Nei secoli seguenti, i vari reggenti che si avvicendarono sul trono d'Italia confermarono ed aumentarono il numero dei dominii vescovili, al punto tale che nel 1041, con il diploma di Enrico III del 26 gennaio, confermò al vescovo Pietro:
ottenute dalle donazioni degli imperatori e re precedenti.

## Il vescovo-conte

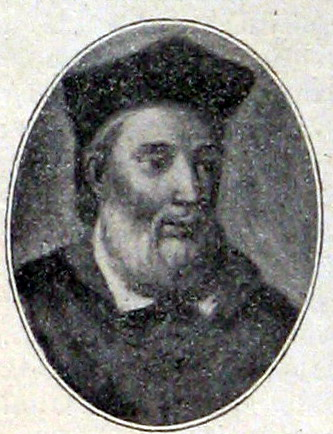
Ritratto del vescovo Oddone III

Nel XII secolo, il vescovo Oddone III filoimperiale e partigiano dell'antipapa Clemente III, salito sulla cattedra della diocesi astigiana, fu un avversario tenace della contessa Adelaide di Susa, che cercò prepotentemente di impossessarsi del potere civile della città.
Con l'aiuto dei "cives" astigiani e dell'imperatore Enrico IV, il vescovo lottò duramente contro di lei per reimpossessarsi dei terreni della diocesi di Asti che negli anni gli erano stati sottratti da Adelaide.
Nel 1089 le due parti giunsero ad una tregua in cui il vescovo cedendo i suoi territori più distanti (la contea di Bredulo), riottenne quelli limitrofi (l'abbazia di San Dalmazzo, la pieve di Levadigi e la selva di Banale).
Nel 1091 la debole tregua cadde e la contessa incendiò per la seconda volta Asti (la prima era avvenuta nel 1070, al rifiuto da parte degli astigiani dell'imposizione del vescovo Ingone) e se ne impadronì, ma nello stesso anno morì senza lasciare successori diretti.
Il vescovo Oddone, a questo punto, beneficiando dei dissidi tra i discendenti di Adelaide, ottenne da Enrico IV, il formale riconoscimento della carica di Vescovo-Conte della città di Asti, ma la successiva nascita del libero comune nel 1095, decretò la fine dell'egemonia vescovile sulla città e sul contado.

## I contrasti tra vescovo e Comune
Nei secoli successivi a più riprese, i successori di Oddone cercarono di ritornare in possesso degli antichi domini feudali della Chiesa di Asti con alterne fortune.
Nel 1348, il vescovo Baldracco Malabayla appena insidiatosi sulla cattedra episcopale, per rafforzare la signoria ecclesiastica riunì tutti i diplomi, le concessioni, gli atti pubblici e privati di pertinenza della Chiesa di Asti, convocò tutti i vassalli ecclesiastici e li obbligò a fare atto di sottomissione.
La raccolta dei documenti ecclesiastici venne da allora denominata "Libro Verde della Chiesa di Asti".

## I contrasti con i Savoia

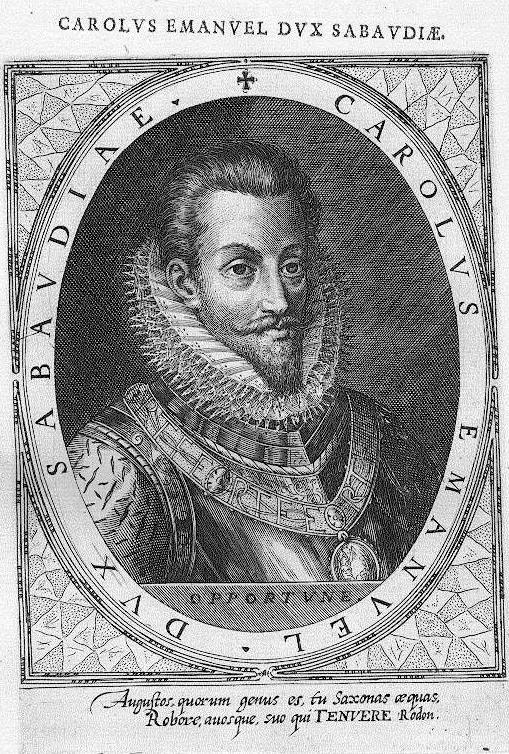
Carlo Emanuele I di Savoia.

In seguito alla caduta del Comune di Asti, la città attraversò un periodo di guerre e dominazioni che fecero decadere il potere e l'influenza astigiana sui propri territori.
Nel 1531 Carlo V  donò  la città a sua cognata Beatrice del Portogallo (1504-1538), moglie del duca Carlo III di Savoia.
Il residuo di feudi vescovili della Chiesa astigiana generò continui screzi con i duchi sabaudi:  Carlo Emanuele I cercò con qualsiasi mezzo di ottenerne il dominio ma più volte la Santa Sede si oppose con fermezza perché considerate "terre buone", ma al contrario i vescovi astigiani le vedevano solamente come un'incombenza.
Il nunzio apostolico Riccardi scrivendo al cardinale di Como in merito alla questione affermava che il duca per mettere fine a questa annosa faccenda intendeva:
Le contestazioni tra la Chiesa e il duca andarono avanti fino al 10 marzo 1611, dove si stipulò l'accordo che il vescovo Aiazza cedeva a titolo di permuta perpetua al duca Carlo Emanuele I di Savoia ed ai suoi successori i diciassette feudi appartenenti alla Chiesa astense.
Il duca per contro, donava al vescovo e ai suoi successori, il feudo di Montechiaro d'Asti con il titolo comitale, Capitanato e diocesi di Asti, e una rendita di duemila aurei l'anno.
Nonostante il parere favorevole del vescovo la Santa Sede fu irremovibile e non accettò l'accordo.

## Principe della Chiesa di Asti

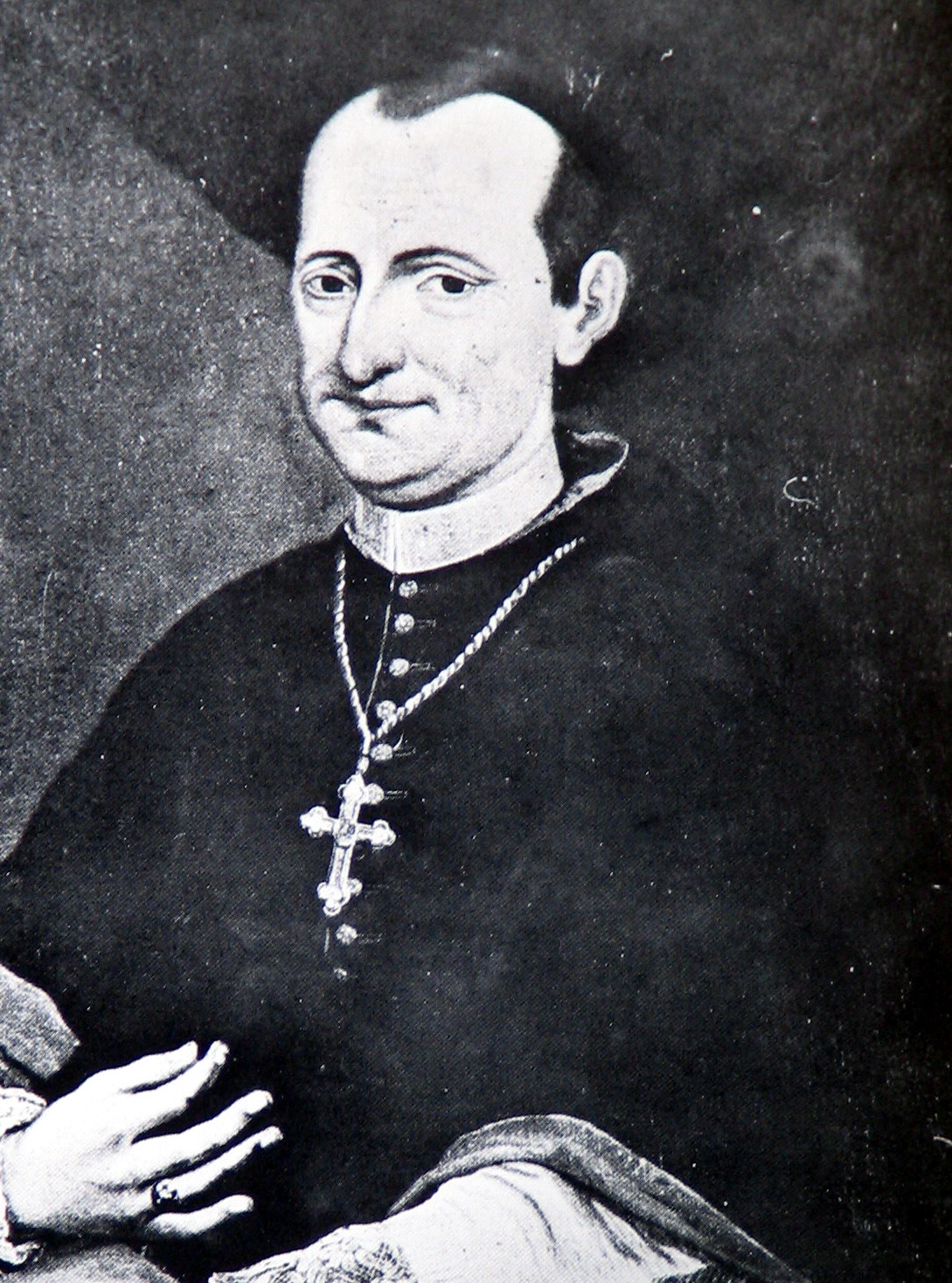
Ritratto di Paolo Maurizio Caissotti

A più riprese i successori del vescovo Aiazza tentarono di validare l'accordo con casa Savoia e la richiesta si fece ancora più insistente dal XVIII secolo quando i sovrani sabaudi imposero il diritto di nominare i vescovi per le diocesi nei propri dominii.
Finalmente con convenzione rogata dal notaio camerale Cavalli il 3 luglio 1784, il vescovo Caissotti:
Ebbe ratifica dalla Santa Sede il 7 luglio 1784 e la cessione fu ratificata dal re con regio biglietto datato Moncalieri 27 luglio 1784.
In controparte, il Re con lettere patenti datate 27 luglio 1784 corrispose alla Chiesa di Asti di una rendita annua di 12.000 lire e venne accordato per il vescovo ed i suoi successori il titolo e dignità di Principe.
Da quel momento in poi lo stemma dei vescovi astigiani oltre al caratteristico Galero ebbe il diritto di fregiarsi della corona di principe.
I feudi così ceduti furono: Castagnito, Castellinaldo, Castello di Menabò, Castellino dei Volti, Cellarengo, Cisterna, Corveglia, Cossombrato, Govone, Magliano Alfieri, Montaldo Roero, Monteu Roero, Monticelli, Piobesi, Piea, Pocapaglia, Salmour (per diritto di decima), Santo Stefano Roero, Santa Vittoria d'Alba, Vezza d'Alba.